# 박대만
박대만(1983년 10월 2일 ~ )은 대한민국의 전직 스타크래프트 프로게이머 출신 게임 해설자이자 배틀그라운드 프로게임단 감독이다. 종족은 프로토스이며, DaezanG[GnH]이라는 아이디를 사용한다.

## 생애
2004년 하반기 웅진 스타즈 입단을 통해 프로게이머 생활을 시작했다. 팀에서 주축 프로토스 카드로 자리매김했고 2007년 6월 25일 공군 에이스에 입단하면서 다시 프로게이머 활동을 시작했다. 그리고 2년 2개월후인 2009년 8월 다시 친정팀인 웅진 스타즈로 복귀하자마자 주장으로 임명되었다. 그 이후 1년여만인 2010년 5월 24일 이스트로와의 신한은행 프로리그 09-10 시즌 4라운드 3세트에 출전해 상대팀의 저그 에이스 김성대를 꺾으며 팀 승리에 일조했다. 2010년 6월 임진묵에게 주장 자리를 넘겼고 2010년 8월 GSL의 해설을 맡게 되면서 프로게이머를 은퇴하게 되었다. 2010년부터 2014년까지 4년동안 곰exp의 스타크래프트 II, 도타 2 등의 해설자로 활동하다가 2018년부터 배틀그라운드 프로게임단인 팀 스퀘어의 감독을 맡아 같은 해 5월 6일 OGN PUBG 서바이벌 시리즈 시즌 1 프로 투어 결승전에서 팀을 우승으로 이끌면서 선수 시절 이루지 못했던 우승의 꿈을 감독이 되면서 이뤄냈다.

## 수상 내역
- 2004년 SKY 프로리그 2004 그랜드파이널 우승 (한빛 스타즈)
- 2005년 KTF 비기 케스파컵 준우승 (한빛 스타즈)
- 2006년 경남신문배 2004 스타지존 Winter 리그 4강
- 2006년 프링글스 MSL 시즌2 8강
- 2007년 곰TV MSL 시즌1 8강
- 2008년 EVER 스타리그 2008 1차 본선
- 2008년 TG삼보 인텔 클래식 시즌2 64강
- 2009년 TG삼보 인텔 클래식 시즌3 64강

## 기타 기록
- 공군 최초로 양대리그 예선 통과
- 공군 제대한 프로게이머 중 최초 개인리그 본선 진출
- 병역필 프로게이머 중에서는 두 번째(첫 번째:임재덕)
- 공군 전역한 가운데 공식경기 최초로 승리 (vs 오영종)